# Paracles soricina
Paracles soricina är en fjärilsart som beskrevs av Achille Guenée. Paracles soricina ingår i släktet Paracles och familjen björnspinnare. Inga underarter finns listade i Catalogue of Life.